# 新谢利耶
新谢利耶（羅馬化：Novoselʹye）是俄罗斯列宁格勒州的市级镇，属罗蒙诺索夫区，地处列宁格勒州西部，位于区行政中心罗蒙诺索夫东南方，在州府圣彼得堡西南、加特契纳北偏西方，镇以北为圣彼得堡直辖市管辖范围。芬兰湾流域内一小河基肯卡河（Кикенка）流经该地。
1856年首次提及；2017年设市级镇。该地2021年人口有5,956人；2010年人口2,810人。